# Abdul Shakur Azimi
Abdul Shakur Azimi (* 1923 in Kabul; † nach 1948) war ein afghanischer Fußballspieler.
Sein größter Erfolg war die Teilnahme mit der afghanischen Fußballnationalmannschaft an den Olympischen Sommerspielen 1948 in London. Dort kam der Mittelfeldspieler zu einem Einsatz, bei dem das Team in der Qualifikationsrunde gegen die Mannschaft aus Luxemburg mit 0:6 unterlag und aus dem Turnier ausschied.